# Alció verd amazònic
L'alció verd amazònic
(Chloroceryle amazona) és una espècie d'ocell de la família dels alcedínids (Alcedinidae) que habita rius, llacs i estanys a sabanes i boscos de la zona Neotropical, a la llarga d'ambdues costes de Mèxic, cap al sud, a través d'Amèrica Central fins a Amèrica del Sud, i des de Colòmbia, Veneçuela, Trinitat i Guaiana cap al sud, a través de l'est de l'Equador, est del Perú, Brasil i Bolívia fins a Uruguai i nord de l'Argentina.